# Ungvölgyi HÉV
Az Ungvölgyi Helyiérdekű Vasút építési hossza 41,9 km volt. Az engedélyezett tényleges építő tőkének, 1 740 000 forintnak megszerzésére kibocsátottak 609 000 db törzs- és 1 560 000 elsőbbségi, összesen 2 169 000 értékű címletet. A pálya jellege völgypálya.
Vonala a MÁV Ungvár állomásától, Nagybereznáig húzódott. Az üzemét önmaga kezelte.